# 丹尼爾·斯摩瑟斯特
丹尼爾·斯摩瑟斯特（Daniel Smethurst，1990年10月13日—），出生於英格蘭曼徹斯特，是一位英國男子職業網球運動員，他於2011年成為職業球員，2014年首次闖入溫網正賽。

## 外部連結
- 丹尼爾·斯摩瑟斯特（英文/西班牙文）的官方資料
- 丹尼爾·斯摩瑟斯特的國際網球總會 職業／青少年 官方資料（英文）
- 丹尼爾·斯摩瑟斯特的官方資料（英文）